# BC Lietuvos Rytas
BC Lietuvos Rytas je litavski košarkaški klub iz Vilniusa. Klub trenutačno nastupa u Litavskoj ligi, Baltičkoj ligi i Euroligi.

## Povijest
Klub je osnovan 1964. pod nazivom "Statyba Vilnius". Statyba Vilnius je sudjelovala u 17 prvenstva SSSR-a, a najbolji rezultat kluba je osvajanje trećeg mjesta 1979. godine. Pod imenom Statyba klub je sudjelovao u četiri litavska prvenstva, a najbolji rezultat su ostvarili 1994. osvajanjem trećeg mjesta. Nakon što su 1997. litvanske novine "Lietuvos Rytas" kupile Statybu Vilnius, klub je promijenio ime u svoje današnje. Prve velike uspjehe klub doživljava 2000., kada ga predvodi "Velika trojka" - Ramūnas Šiškauskas, Andrius Giedraitis i Eric Elliot, zajedno s mladim snagama poput Arvydasa Macijauskasa i Robertasa Javtokasa. Lietuvos je pod vodstvom trenera Jonasa Kazlauskasa osvojila naslov litavskog prvaka. Tada po prvi puta u povijesti u LKL lige naslov nije osvojio Žalgiris, što je donijelo do pravog rivalstva između ta dva kluba. Dvije godine kasnije, Lietuvos Rytas ponovio je svoj prethodni uspjeh, pobijedivši u dramatičnoj sedmoj utakmici. Klub je igrao bez centra Robertasa Javtokasa, koji se je ozbiljno ozljedio nakon što je s motorom sudjelovao u prometnoj nesreći. Lietuvos Rytas je 2002. osvojio NEBL ligu, postavši time posljednjim pobjednikom tog natjecanja. Nakon što je klub sljedeće dvije sezone proveo bez naslova, Lietuvos Rytas osvaja ULEB kup 2005. i time osigurava euroligaško mjesto za sljedeću sezonu. Sredinom godine njihov ponajbolji igrač Fred House doživio je ozljedu koja ga je izbacila s parketa do kraja sezone, a klub je promejnio dotadašnjeg trener Lietuvos Rytasa Vlade Đurović sa Slovencem Tomom Mahoričem. U klub su stigla pojačanja poput Tyrone Nesbya i latvijskog razigravača Robertsa Štelmahersa. Zajedno s razigranom Litavskom trojkom - Robertas Javtokas, Simas Jasaitis i Tomas Delininkaitis, klub je stigao do finala LKL i BBL lige. Lietuvos Rytas je prije početka sezone 2005./06. preuzeo hrvatski trener Neven Spahija. Po prvi puta u svojoj povijesti debitirali su Euroligi, a klub je nakon početna dva uzastopna poraza nanizao sedam pobjeda zaredom, pobijedivši pritom momčadi poput Winterthura FCB, (dvaput) izraelskog prvaka Maccabi Tel Aviva i turskog Efes Pilsena. Klub je ukupnim rezultatom 4-0 slavio protiv Žalgirisa i došao do naslova prvaka Baltičke košarkaške lige. Usprkos tome što su osvojili naslov prvaka LKL lige, Lietuvos Rytas nije osigurao mjesto u euroligaškoj sezoni 2006./07., nego su umjesto toga igrali u ULEB kupu.

## Trofeji
- Litavska košarkaška liga: 2000., 2002., 2006., 2009., 2010.
- Litavski kup: 1998., 2009., 2010.
- Baltička košarkaška liga: 2006., 2007., 2009.
- Baltički predsjednički kup: 2008.
- Liga NEBL: 2002.
- ULEB Eurokup: 2005., 2009.

## Poznati igrači
| - Artūras Karnišovas - Jonas Kazlauskas - Šarūnas Marčiulionis - Rimas Girskis - Algimantas Pavilonis - Alvydas Pazdrazdis - Joao Paulo Batista | - Tomas Delininkaitis - Gintaras Einikis - Andrius Giedraitis - Frederick House - Simas Jasaitis - Šarūnas Jasikevičius - Robertas Javtokas | - Rimantas Kaukėnas - Rimas Kurtinaitis - Arvydas Macijauskas - Branko Milisavljević - Tyrone Nesby - Matthew Nielsen - Hollis Price | - Kareem Rush - Dickey Simpkins - Ramūnas Šiškauskas - Roberts Štelmahers - Jackson Vroman - Chuck Eidson |

## Vanjske poveznice
- Službena stranica  Arhivirana inačica izvorne stranice od 15. svibnja 2011. (Wayback Machine)
- Navijačka stranica kluba